# Česká fotbalová liga 1995/1996
Sezóna 1995/1996 ČFL byla 4. sezónou v samostatné české fotbalové lize. Vítězství a postup do 2. fotbalové ligy 1995/1996 si zajistil klub AFK Atlantic Lázně Bohdaneč, postup si zajistil i druhý tým 1. FC Brümmer Česká Lípa. Týmy FK Tachov, FK Lokomotiva Kladno, VTJ Karlovy Vary a SK Roudnice nad Labem sestoupily do divize.

## Tabulka
| Poř. | Tým                             | Z  | V  | R  | P  | VG | OG  | B  |
| ---- | ------------------------------- | -- | -- | -- | -- | -- | --- | -- |
| 1.   | AFK Atlantic Lázně Bohdaneč (N) | 34 | 25 | 7  | 2  | 82 | 21  | 82 |
| 2.   | 1. FC Brümmer Česká Lípa (N)    | 34 | 24 | 6  | 5  | 89 | 29  | 78 |
| 3.   | FK Dukla Praha                  | 34 | 24 | 5  | 5  | 72 | 20  | 77 |
| 4.   | FK Pelikán Děčín                | 34 | 21 | 5  | 8  | 60 | 38  | 68 |
| 5.   | VT Chomutov                     | 34 | 21 | 4  | 9  | 58 | 30  | 67 |
| 6.   | FK Baník Most SHD               | 34 | 15 | 9  | 10 | 53 | 42  | 54 |
| 7.   | SK Český Brod                   | 34 | 14 | 9  | 11 | 56 | 428 | 51 |
| 8.   | SK Spolana Neratovice           | 34 | 12 | 11 | 11 | 58 | 49  | 47 |
| 9.   | AC Sparta Praha B               | 34 | 12 | 8  | 14 | 42 | 37  | 44 |
| 10.  | SK Slavia Praha B               | 34 | 11 | 6  | 17 | 50 | 57  | 39 |
| 11.  | SK Kladno (S)                   | 34 | 10 | 8  | 16 | 34 | 43  | 38 |
| 12.  | EMĚ Mělník                      | 34 | 10 | 7  | 17 | 40 | 54  | 37 |
| 13.  | SC Xaverov Horní Počernice (S)  | 34 | 9  | 10 | 15 | 32 | 50  | 37 |
| 14.  | SK Rakovník (N)                 | 34 | 8  | 12 | 15 | 41 | 55  | 36 |
| 15.  | FK Tachov (N)                   | 34 | 8  | 6  | 20 | 32 | 74  | 30 |
| 16.  | FK Lokomotiva Kladno            | 34 | 7  | 5  | 22 | 36 | 91  | 26 |
| 17.  | VTJ Karlovy Vary                | 34 | 7  | 4  | 23 | 24 | 71  | 25 |
| 18.  | SK Roudnice nad Labem           | 34 | 5  | 4  | 25 | 25 | 81  | 19 |

Poznámky:
- Z = Odehrané zápasy; V = Vítězství; R = Remízy; P = Prohry; VG = Vstřelené góly; OG = Obdržené góly; B = Body;  (S) = Mužstvo sestoupivší z vyšší soutěže;  (N) = Mužstvo postoupivší z nižší soutěže (nováček)

|  | 2. česká fotbalová liga 1996/1997 |
|  | Sestup                            |

## Soupisky mužstev

### AFK Atlantic Lázně Bohdaneč
J. Bílek (-/0),
Š. Poříz (-/0),
Martin Tomek (-/0),
Petr Tuček (-/0) –
Martin Barbarič (-/10),
David Budinský (-/4),
David Franc (-/1),
V. Hladík (-/0),
M. Jedlička (-/1),
T. Jedlička (-/0),
Jiří Ješeta (-/3),
Jiří Kaufman (-/1),
Tomáš Krejčík (-/10),
Luboš Kubík (-/5),
Rostislav Macháček (-/3),
Josef Matoušek (-/6),
Petr Novák (-/2),
Roman Pavelka (-/4),
Roman Pavelka (-/7),
Richard Polák (-/1),
Josef Ringel (-/2),
Jaroslav Schindler (-/0),
Josef Sojka (-/4),
Petr Tauchman (-/0),
Jiří Valta (-/9),
Adrian Vizingr (-/8) –
trenér Milan Šmarda

### 1. FC Brümmer Česká Lípa
Pavel Hradiský (-/0),
Petr Macek (-/0),
M. Szabo (-/0), –
Jaroslav Barvíř (-/0),
Radek Benc (-/0),
Martin Hapiák (-/8),
Aleš Jandač (-/0),
Karel Jarolím (-/9),
Vladimír Jeníček (-/0),
Michal Jiráň (-/20),
Zoran Jovanoski (-/2),
Vladimír Juríček (-/1),
Pavel Košík (-/0),
Stanislav Krejčík (-/0),
Roman Ladra (23/2),
Radek Miřatský (-/7),
F. Picek (-/0),
Jan Míl (19/5),
Vlastimil Rataj (-/0),
Jan Sanytrník  (-/18),
Vladimír Sedláček (-/0),
Richard Sitarčík (-/2),
Martin Šimon (-/0),
J. Škoda (-/0),
Josef Vinš (-/9),
Marek Vít (-/2),
Jaroslav Vodička (-/2),
Petr Vrabec (-/7), –
trenér Jaroslav Dočkal

### FK Dukla Praha
Antonín Kinský (-/0), 
J. Zlata (-/0) -
J. Amet (-/1),
J. Brabec (-/0),
Marek Brajer (-/0),
Ladislav Doseděl (-/14),
P. Fila (-/0),
David Homoláč (-/3),
Zdeněk Hrdina (-/0),
Patrik Jeřábek (-/0),
Jiří Jeslínek (-/1),
Václav Koloušek (-/10),
Roman Komárek (-/0),
František Koubek (-/14),
Josef Münzberger (-/1),
Petr Papoušek (-/9),
Petr Podzemský (-/0),
Libor Polomský (-/2),
M. Šedivý (-/4),
Radim Truksa (-/0),
Pavel Vašíček (-/1),
Petr Vonášek (-/11),
J. Vondrák (-/1),
Radek Zlatník (-/0) -
trenéři Ladislav Škorpil

### FK Pelikán Děčín
Pavel Andok (-/0),
Jiří Kobr (-/1),
R. Suchý (-/0),
R. Vadimský (-/0) -
Karel Andok (-/0),
M. Brožek (-/0),
Petr Bulíř (-/5),
K. Čermák (-/1),
Tomáš Čížek (-/1),
Milan Fukal (-/4),
Richard Gábor (-/0),
Slavomír Galbavý (-/1),
K. Hanzalius (-/0),
Jiří Ješeta (-/1),
Petr Jirásko (-/3),
Boris Kočí (-/3),
L. Kopas (-/1),
Daniel Koranda (-/4),
H. Kubín (-/4),
Roman Kukleta (-/2),
Jaroslav Kurej (-/9),
O. Latyškin (-/6),
M. Myška (-/1),
M. Paták (-/1),
Marek Smola (-/0),
V. Šmalcl (-/1),
V. Vašák (-/4),
P. Vavřička (-/2),
Jaroslav Veltruský
J. Vodička (-/3),
R. Vrážel (-/0) -
trenéři Josef Hloušek a Bedřich Borovička

### VT Chomutov
P. Kocourek (-/0),
Martin Luger (-/0) -
Marian Bedrich (-/7), 
M. Březina (-/0),
A. Dvořák (-/0),
Jaroslav Ferenčík (-/1),
Patrik Gedeon (-/0),
Jaroslav Hauzner (-/12),
Jindřich Hefner (-/0),
R. Hůrka (-/0),
Vladimír Kosinský (-/8),
Zdeněk Kotalík (-/7),
P. Kožíšek (-/2),
Jiří Kvítek (-/9),
J. Langr (-/4),
David Nehoda (-/3),
F. Pajer (-/2),
Martin Šrejl (-/1),
Jaroslav Uličný (-/2),
Martin Vašina (-/2),
Radek Vytrlík (-/0) -
trenér Michal Jelínek

### FK MUS Most
Jaroslav Behina (-/0),
Karel Cyrany (-/0),
Radek Lilko (-/0),
M. Ungr (-/0) -
J. Bílek (-/0),
J. Bohata (-/0),
T. Borowička (-/0),
Rostislav Broum (-/9),
J. Černý (-/1),
Stanislav Flemmr (-/2),
Tomáš Heidenreich (-/0),
Ota Hertl (-/0),
Stanislav Hofmann (-/2),
O. Hora (-/0),
Petr Ihracký (-/2),
P. Jančárek (-/0),
Daniel Kail (-/0),
Radek Listopad (-/1),
F. Novák (-/0),
Petr Novotný (-/1),
František Pechr (-/1),
L. Rada (-/0),
B. Rejlek (-/2),
M. Remta (-/2),
Stanislav Salač (-/3),
Michal Seman (-/18),
Jan Scheithauer (-/7),
Pavel Schettl (-/0), 
Martin Spilka (-/0),
P. Studnička (-/0),
Martin Šourek (31/0),
J. Tichý (-/0),
Zdeněk Urban (-/3),
Pavel Vrána (-/0) -
trenér František Barát

### SK Český Brod
K. Krajník (-/0),
P. Průša (-/0) -
Bárta (-/3),
Jiří Dozorec (-/0),
Aleš Foldyna (-/1),
Galbavý (-/2),
Mário Kaišev (-/3),
P. Kaulfus (-/2),
K. Kocián (-/1),
Jiří Kotyza (-/2),
Richard Margolius (-/4),
P. Nekolný (-/0),
Viktor Pařízek (-/5),
M. Petr (-/0),
Tomáš Pěnkava (-/9),
M. Pilát (-/0),
Daniel Šimberský (-/0),
M. Šmejkal (-/0),
J. Špička (-/2),
Roman Veselý (-/18), 
Marek Vomáčka (-/0) -
trenéři Jan Poštulka a František Adamíček

### SK Spolana Neratovice
Jiří Lindovský (-/0),
V. Rathouský (-/0),
Martin Svoboda (-/0),
M. Žlab (-/0) -
L. Čihák (-/0),
Radek Čížek (-/12),
Z. Dryják (-/0),
Josef Gabčo (-/7), 
P. Janata (-/6),
J. Kočárek (-/0),
Zbyněk Kočárek (-/3), 
Kohout (-/1),
Luděk Kokoška (-/0),
Milan Kolouch (-/1),
Karel Machač (-/4),
Martin Matlocha (-/0),
K. Nový (-/11),
M. Pospíšil (-/0), 
Tomáš Pšenička (-/1),
H. Rybák (-/4),
David Sládeček (-/2),
K. Šídlo (-/1),
Jaroslav Škoda (-/0),
Šťastný (-/1),
M. Vacek (-/0),
Antonín Valtr (-/1),
David Zoubek (-/1) -
trenéři Otakar Dolejš a Luboš Urban

### AC Sparta Praha B
Jiří Bobok (-/0),
J. Burda (-/0),
J. Gabriel (-/0),
M. Mojžíš (-/0) -
J. Burda (-/2),
Jiří Dohnal (-/1),
Václav Dolista (-/2),
Peter Gunda (-/1),
P. Hájek (-/0),
D. Janáček (-/0),
Aleš Kejmar (-/0),
Jan Koller (-/5),
David Köstl (-/1),
J. Miňovský (-/0),
P. Němec (-/1),
Zdeněk Němec (-/0),
Radek Petrák (-/8),
Antonín Plachý (-/4),
Tomáš Požár (-/1), 
Pavel Putík (-/0),
Miroslav Rada (-/0),
P. Seidl (-/0),
M. Starý (-/0),
Luděk Stracený (-/8),
Marek Stratil (-/1),
Radek Šourek (-/3),
Roman Týce (-/1),
M. Vrba (-/0),
Jan Zakopal (-/1),
Radek Zlatník (-/1) -
trenér Josef Veniger

### SK Slavia Praha B
P. Berger (-/0),
Radek Chadima (-/0),
L. Sedláček (-/0),
Václav Winter (-/0) -
V. Barták (-/0),
K. Beran (-/0),
D. Brožek (-/1),
P. Dvořák (-/1),
M. Fialka (-/0),
D. Gábor (-/0),
A. Hofman (-/0),
Roman Hogen (-/2),
J. Hovorka (-/1),
Lukáš Jarolím (-/4),
Jindřich Jirásek (-/2),
Tomáš Klinka (-/6),
M. Kubr (-/0),
Pavel Kýček (-/2),
Leoš Mitas (-/4),
Martin Pazdera (-/0),
Bohuslav Pixa (-/2),
Martin Pohořelý (-/0),
O. Rek (-/0),
M. Souček (-/0),
Václav Spal (-/6),
J. Šmíd (-/6),
Jiří Štajner (-/6),
Hynek Talpa (-/0),
T. Vacíř (-/1),
R. Vatka (-/0),
František Veselý (-/2) -
trenér Jiří Šusta

### SK Kladno
Michal Douša (-/0),
Jan Musil (-/0) -
Karel Andok (-/0),
F. Barták (-/0),
David Cimrman (-/1),
Zdeněk Čurilla (-/3),
M. Dlouhý (-/4),
Vladimír Doležel (-/3),
Jan Havelka (-/1),
Zdeněk Houštecký (-/1),
T. Korbel (-/4),
Tomáš Kubín (-/1),
Marek Liška (-/2),
Ivo Pihrt (-/1),
R. Procházka (-/1),
Řepka (-/1),
František Šimek (-/5),
V. Širůček (-/1),
David Šolle (-/2),
R. Zadák (-/1),
Milan Záleský (-/3) -
trenéři Miroslav Koubek a Miroslav Beránek

### EMĚ Mělník
P. Řezáč (-/0),
R. Suchý (-/0),
Michal Šilhavý (-/0),
M. Šporka (-/0) -
D. Bárta (-/2),
M. Drobný (-/0),
R. Hertl (-/3),
P. Hodlík (-/0),
M. Hykl (-/0),
J. Chalupa (-/0),
M. Janouch (-/1),
Kocián (-/3),
T. Kozel (-/4),
M. Macek (-/0),
M. Minár (-/0),
Radek Miřatský (-/0),
J. Novotný (-/2),
R. Petrův (-/0),
K. Pokorný (-/5),
Saidl (-/1),
Marek Smola (-/0),
Michal Starczewski (-/8),
M. Štěpánek (-/4),
P. Tichý (-/6),
L. Tomášek (-/1),
Michal Voljanskij (-/0) -
trenér Josef Jebavý

### SC Xaverov Horní Počernice
Václav Bradáč (-/0),
Jaroslav Mašín (-/0),
Milan Sova (-/0),
Martin Vild (-/0) -
Jan Barták (-/2),
Petr Bílek (-/2),
František Douděra (-/0),
Miroslav Držmíšek (-/0),
David Jehlička (-/3),
Zoran Jovanoski (-/2),
Petr Kašťák (-/2),
Petr Kostecký (-/0),
D. Kotek (-/0),
Martin Kuchař (-/4),
Marek Ladomerský (-/0),
Jiří Ludvík (-/0),
David Lukeš (-/4),
Antonín Medřický (-/0),
Vladimír Mikuláš (-/0),
J. Míl (-/3),
Gustáv Ondrejčík (-/4),
Vladimír Rosenberger (-/0),
Michal Starec (-/0),
Rastislav Stříška (-/2),
Petr Šimoníček (-/1),
Vladimír Tománek (-/0),
Z. Vávra (-/2),
Bohuš Víger (-/0) -
trenér Bohuš Víger

### SK Rakovník
Radek Chadima (-/0),
L. Labaj (-/0),
P. Procházka (-/0),
P. Řezáč (-/0) -
Dan Asník (-/1),
Jindřich Bureš (-/1),
Dušan Fitzel (-/0),
M. Hájek (-/1),
M. Havel (-/3),
Rostislav Hertl (-/0),
Petr Hlavsa (-/9),
T. Chlumecký (-/0),
R. Kabrna (-/0),
Martin Kokšal (-/0),
František Kollár (-/1),
T. Linhart (-/0),
M. Moravčík (-/2),
Mužík (-/1),
J. Panuška (-/0),
Petr Pejša (-/4),
Josef Pekárna (-/1),
Karel Procházka (-/3),
Marek Řepka (-/1),
Radek Schweinert (-/4),
Jaroslav Topka (-/0),
J. Trnovec (-/4),
Aleš Unger (-/0),
Tomáš Valta (-/4),
R. Vojč (-/0),
Zdeněk Vopat (-/3) -
trenéři Radim Suchánek a Milan Šíp

### FK Tachov
Jaroslav Landrgott (-/0),
Radek Sňozík (-/0) -
J. Boček (-/0),
Martin Bronec (-/4),
P. Brouzda (-/0),
Bučan (-/2),
Z. Čejka (-/1),
Michal Drahorád (-/0),
M. Folar (-/0),
M. Hejkal (-/0),
F. Houška (-/2),
P. Hrabovský (-/0),
D. Janeček (-/0),
Kolenič (-/1),
M. Koníček (-/2),
Petr Královec (-/5),
Kristek (-/0),
J. Lorenc (-/4),
Radek Mráz (-/2),
Viktor Naar (-/1),
K. Pácal (-/0),
T. Pilip (-/0),
P. Roháč (-/0),
M. Rolínek (-/1),
J. Slavík (-/0),
Zdeněk Slowik (-/2),
Pavel Veleman (-/0),
Jan Velkoborský (-/1),
T. Vlček (-/0),
Vladimír Zdvihal (-/4) -
trenéři Jaroslav Berta a Jiří Novák

### FK Lokomotiva Kladno
A. Brejník (-/0),
V. Bureš (-/0),
P. Hrádek (-/0),
M. Šusta  (-/0) -
Z. Dryják (-/1),
R. Duda (-/12),
T. Egrmaier (-/3),
M. Eisenstein (-/1), 
Fila (-/3),
P. Gregor (-3),
Roman Halwiger (-/1),
M. Chadima (-/0),
Z. Chaloupka (-/0),
J. Charvát (-/0),
K. Jaroš (-/0),
R. Klempera (-/0),
Ota Mačura (-/0),
F. Pařízek (-/0),
J. Přerost (-/1),
V. Sedláček (-/0),
J. Stádník (-/0),
J. Stárek (-/0),
J. Šimek (-/7),
M. Širůček (-/0),
P. Štika (-/1),
R. Vachuda (-/0),
J. Vondrák (-/2) -
trenér Jiří Nos

### VTJ Karlovy Vary
A. Brejník (-/0),
J. Bojčuk (-/0),
Pavel Kučera (-/0) -
R. Benc (-/0),
P. Bláha (-/0),
Čapek (-/1),
M. Čižnár (-/2),
Drahoš (-/5),
M. Halapej (-/2),
R. Havlík (-/2),
L. Hejný (-/1),
R. Hlavica (-/0),
L. Hořt (-/0),
D. Chmátal (-/0),
Petr Johana (-/6),
R. Matějíček (-/1),
M. Mitterbach (-/0),T.Flachs (-/3)
R. Pavel (-/1),
M. Psotný (-/0),
K. Rezek (-/1),
P. Runt (-/1),
Jiří Schveiner (-/0),
Karel Tichota (-/2),
M. Tomán (-/0),
Z. Zrůbek (-/0),
F. Žikeš (-/2) -
trenéři Karel Matějček a Tomáš Matějček

### SK Roudnice nad Labem
Pavel Andok (-/0),
R. Bartoš (-/0),
L. Fišer (-/0),
Martin Vild (-/0) -
J. Adelt (-/0),
M. Arazim (-/3),
J. Aust (-/0),
J. Barták  (-/3),
Milan Bouda (-/0),
Čapek (-/2),
P. Čermák (-/0),
P. Dohnal (-/1),
P. Dvořák (-/3),
P. Klepáč (-/0),
M. Mulač (-/0),
M. Myška (-/1),
M. Petrák (-/2),
Michal Remta (-/1),
Pavel Saidl (-/3),
Samuel (-/1),
Michal Ščasný (-/0),
Šebor (-/0),
Jiří Šmidrkal (-/1),
Pavel Veleba (-/1),
M. Vinklárek (-/2) -
trenér Vlastimil Preis